# Cataratas de Amagoi
Las cataratas de Amagoi (雨乞の滝 Amagoi no Taki?) son unas cascadas ubicadas en el pueblo de Kamiyama, distrito de Myōzai, prefectura de Tokushima, Japón. Está considerada como una de las cien cataratas de Japón y una de las 88 vistas de Tokushima.
Pertenece al sistema fluvial del curso inferior del río Yoshino y consiste en dos cataratas: la catarata de la derecha llamada como "la pequeña catarata" o "catarata hembra" (雌滝 Medaki?) tiene 45 m de altura y su caída tiene tres pisos, la catarata de la izquierda es llamada como "la gran catarata" o "catarata macho" (雄滝 Odaki?) y tiene una altura de 27 m.
La leyenda relativa a su nombre proviene que antiguamente en esa región había sequías y no se producían buenas cosechas, entonces los granjeros del área decidieron usar unos sombreros con campanillas que al hacer ruido estaban invocando a la lluvia: amagoi (雨乞い?) significa en japonés, rezar para que llueva.
En estas cataratas se rinden tributo a los ocho grandes reyes dragón y a Fudō Myō-ō.